# 6. november
6. november je 310. dan leta (311. v prestopnih letih) v gregorijanskem koledarju. Ostaja še 55 dni.

## Dogodki
- 1676 – ustanovljena Knafljeva štipendija
- 1918 – slovenski narodni svet v Celju na javni manifestaciji ob podpori več kot 20 000 udeležencov prevzame oblast v mestu
- 1928 – začetek bombaškega procesa proti Titu
- 1937 – Italija podpiše antikominternski pakt
- 1943 – Rdeča armada osvobodi Kijev
- 1944 – zavezniki osvobodijo Grčijo
- 1968 – začetek pogajanj med ZDA in Vietnamom
- 1971 – Greenpeace na Aleutih izvede svojo prvo akcijo
- 1975 – »mirovni pohod« 250.000 Maročanov v Zahodno Saharo
- 1985 – škandal »Irangate«: ameriški tisk razkrije, da je predsednik Ronald Reagan odobril prodajo orožja Iranu
- 1998 – Hugo Chávez je izvoljen za predsednika Venezuele

## Rojstva
- 1479 – Ivana blazna, španska kraljica († 1555)
- 1494 – Sulejman I. Veličastni, turški sultan († 1566)
- 1661 – Karel II., španski kralj († 1700)
- 1787 – Vuk Stefanović Karadžić, srbski jezikoslovec († 1864)
- 1814 – Adolphe Sax, belgijski izumitelj glasbil († 1894)
- 1833 – Jonas Lauritz Idemil Lie, norveški pisatelj († 1908)
- 1850 – Ernest von Koerber, avstrijski predsednik vlade, državnik († 1919)
- 1854 – John Philip Sousa, ameriški skladatelj, kapelnik († 1932)
- 1860 – Ignacy Jan Paderewski, poljski pianist, skladatelj, politik († 1941)
- 1879 – Kazimieras Būga, litovski jezikoslovec († 1924)
- 1880 – Robert Musil, avstrijski pisatelj († 1942)
- 1886 – Aron Nimcovič, latvijski šahist, († 1935)
- 1903 – Seymour Lipton, ameriški kipar († 1986)
- 1911 – Stanislav Lenič, slovenski škof († 1991)
- 1921 – James Jones, ameriški pisatelj († 1977)
- 1946 – Sally Field, ameriška filmska igralka
- 1967 – Janez Lenarčič,  slovenski pravnik, politik in evropski komisar
- 1967 – Igor E. Bergant, slovenski televizijski voditelj in športni komentator
- 1983 – Nicole Hosp, avstrijska alpska smučarka
- 1987 – Ana Ivanović, srbska teniška igralka

## Smrti
- 1078 – Bertold I., koroški vojvoda in mejni grof Verone (* 1000)
- 1097 – Heondžong, 14. korejski kralj dinastije Gorjeo (* 1084)
- 1101 – Welf I., bavarski vojvoda in križar
- 1231 – cesar Cutimikado, 83. japonski cesar (* 1196)
- 1312 – Kristina iz Stommelna, nemška krščanska mistikinja, begina (* 1242)
- 1406 – papež Inocenc VII. (* 1336)
- 1771 – John Bevis, angleški zdravnik, ljubiteljski astronom (* 1695)
- 1777 – Bernard de Jussieu, francoski botanik (* 1699)
- 1795 – Jiři Antonín Benda, češki skladatelj (* 1722)
- 1822 – Claude Louis Berthollet, savojsko-francoski kemik (* 1748)
- 1836 – Karel X., francoski kralj (* 1757)
- 1876 – Giacomo Antonelli, italijanski kardinal (* 1806)
- 1880 – Estanislao del Campo, argentinski pesnik (* 1834)
- 1893 – Peter Iljič Čajkovski, ruski skladatelj (* 1840)
- 1927 – David George Hogarth, angleški diplomat, arheolog (* 1862)
- 1932 – Rado Murnik, slovenski pisatelj (* 1870)
- 1939 – Adolphe Max, belgijski državnik (* 1869)
- 1964 – Anita Malfatti (* 1889)